# 버크넬 대학교

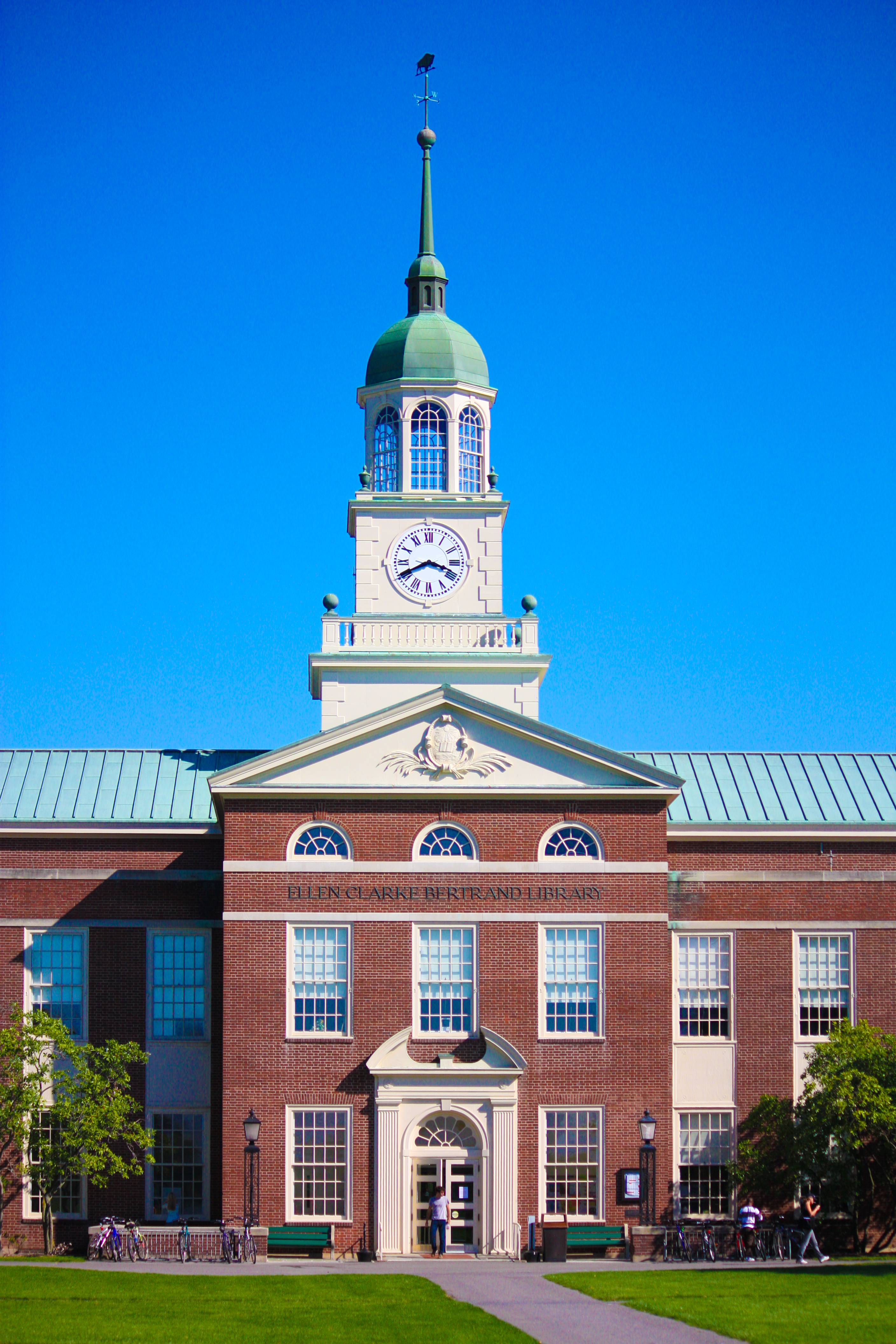

버크넬 대학교(영어: Bucknell University)는 미국 펜실베이니아 주 루이즈버그에 있는 4년제 사립 대학교이다. 1846년 첫 개교되어 현재에 이르고 있다.